# Riccordia swainsonii
La esmeralda de La Española (Riccordia swainsonii), llamada también esmeralda dominicana, zumbador esmeralda o zumbador mediano, es una especie de ave apodiforme de la familia Trochilidae —los colibríes— perteneciente al género Riccordia, anteriormente situada en el género Chlorostilbon. Es endémica de la isla de La Española.

## Distribución y hábitat
Se encuentra únicamente en la isla de La Española, tanto en la República Dominicana como en Haití. Erróneamente registrada en la isla de Gonâve.
Sus hábitats naturales son las selvas húmedas montanas y los bordes, plantaciones sombreadas de café y matorrales, entre 300 y 2500 m de altitud, ocasionalmente hasta el nivel del mar y excepcionalmente hasta los 3075 m.

## Sistemática

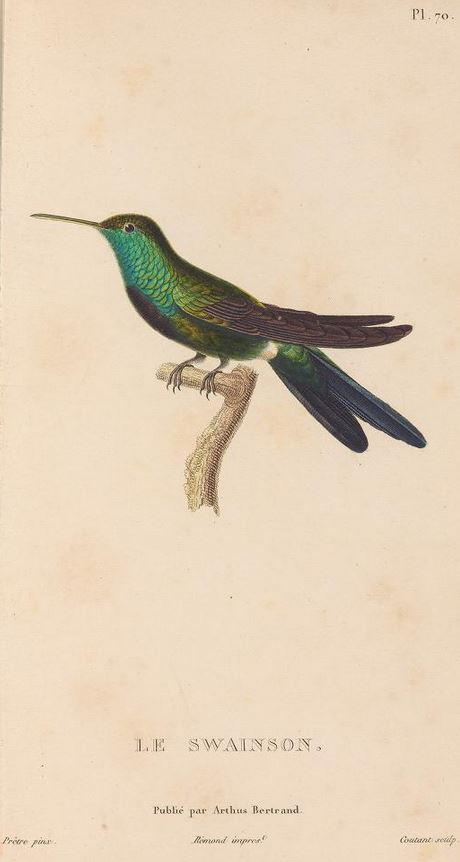
Le swainson (Ornismya swainsonii), ilustración de Prêtre en Lesson Histoire naturelle des oiseaux-mouches 1829–1830

### Descripción original
La especie R. swainsonii fue descrita por primera vez por el ornitólogo francés René Primevère Lesson en 1829 bajo el nombre científico Ornismya swainsonii; su localidad tipo es: «Brasil, corregido posteriormente para La Española».

### Etimología
El nombre genérico femenino «Riccordia» proviene del nombre específico Ornismya ricordii cuyo epíteto «ricordii» conmemora al médico y naturalista francés Alexandre Ricord (nacido en 1798); y el nombre de la especie «swainsonii» conmemora al naturalista y artista británico William Swainson (1789–1855).

### Taxonomía
La presente especie, junto a Chlorostilbon maugaeus y C. ricordii estaban anteriormente situadas en el género Chlorostilbon. Un estudio genético-molecular de McGuire et al. (2014) demostró que Chlorostilbon era polifilético. En la clasificación propuesta para crear un grupo monofilético, estas especies, así como también la especie Cyanophaia bicolor, que se demostró estar embutida en el clado formado por estas especies de Chlorostilbon citadas, fueron transferidas al género resucitado Riccordia que había sido propuesto en 1854 por el ornitólogo alemán Ludwig Reichenbach con Ornismya ricordii como especie tipo. Este cambio taxonómico fue seguido por las principales clasificaciones.
Es monotípica.